# Näverkärret

Näverkärret är en by i västligaste delen av Västra Skedvi socken i Köpings kommun, Västmanland.
Byn består av enfamiljshus samt bondgårdar och är belägen vid länsväg U 593. Orten passeras av järnvägslinjen Godsstråket genom Bergslagen, som har ett mötesspår vid Näverkärret. Länsväg U 639 går från Näverkärret österut mot Karmansbo.
Strax väster om byn går gränsen till Örebro län (Lindesbergs kommun). Området är med andra ord en gränstrakt. Länsväg U 593 övergår på "Örebrosidan" till länsväg T 868.